# Flavita Banana
Flavia Álvarez-Pedrosa Pruvost (Flavita Banana) (Oviedo, Astúries, 20 d'abril de 1987) és una il·lustradora i dibuixant de vinyetes. De pare lleonès i mare francesa, va anar a viure molt aviat a Caldes de Montbui i des de llavors resideix a Catalunya.
Ha col·laborat en mitjans com S Moda, El País, La Maleta de Portbou, Orgullo y Satisfacción o Mongolia. En les seves vinyetes –amb dibuixos de traç simple i depurat, sense color, al servei d'un missatge directe, i amb textos breus– tracta temes com l'amor romàntic, la dependència emocional, les xarxes socials o el feminisme. L'any 2018 va guanyar el Premi Internacional d'Humor Gat Perich.

## Publicacions
- Las cosas del querer (Lumen, 2017)[5]
- Archivos estelares (¡Caramba!, 2017)[4][2]
- Archivos cósmicos (¡Caramba!, 2019)[3]